# Pseudonortonia rubrosignata
Pseudonortonia rubrosignata är en stekelart som beskrevs av Gusenleitner 1992. Pseudonortonia rubrosignata ingår i släktet Pseudonortonia och familjen Eumenidae. Inga underarter finns listade i Catalogue of Life.